# Mission militaire française au Japon (1918-1919)
Pour les articles homonymes, voir Mission militaire française au Japon.

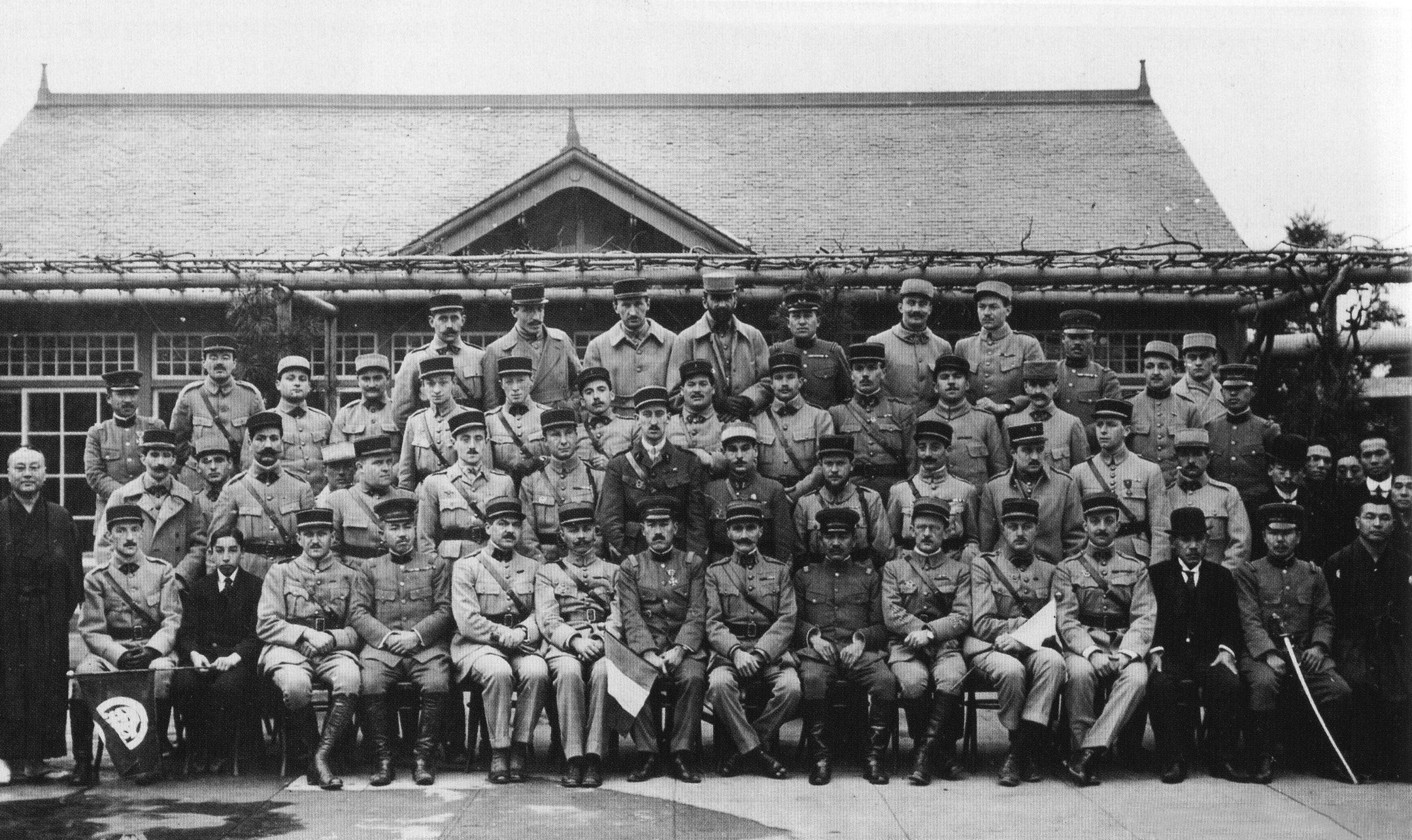
La mission militaire française au Japon en 1918-1919.

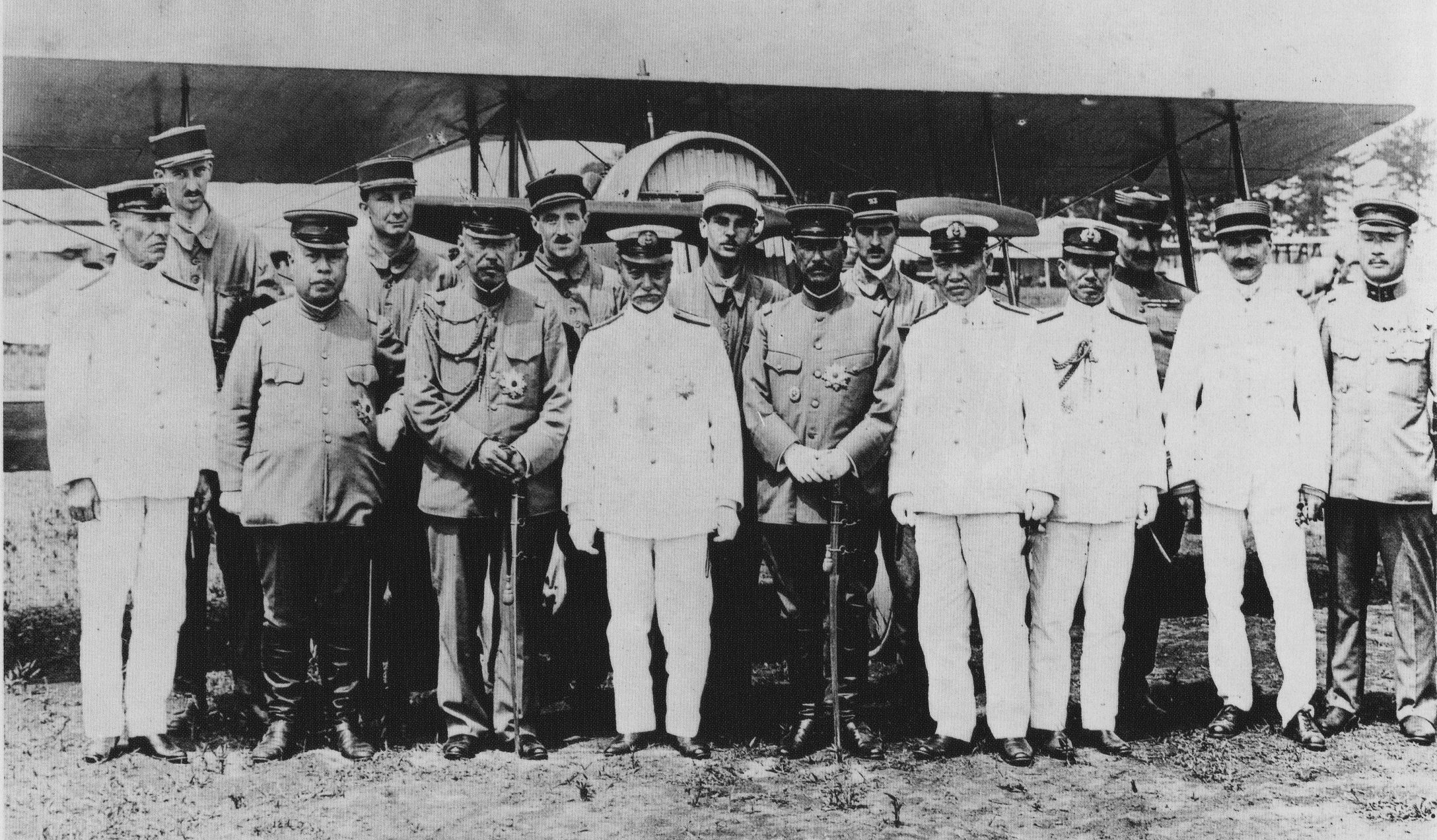
Tōgō Heihachirō avec des membres de la mission aéronautique française au Japon (1918-1919) à Gifu.

La mission aéronautique française au Japon (1918-1919) est la première mission militaire étrangère au Japon depuis les années 1890. 
Au début du XXe siècle, le Japon s'aperçoit qu'il manque d'expérience dans les nouveaux domaines militaires que sont l'aviation terrestre et l'aéronautique navale. En 1918, le Japon invite la quatrième mission militaire française composée de 50 membres et équipée de plusieurs des nouveaux modèles d'avion, afin d'établir les fondements de la force aérienne japonaise (les avions étaient des Salmson 2A2, des Nieuport, des SPAD S.XIII, deux Breguet XIV, ainsi que des dirigeables Caquot).
La mission, emmenée par Jacques-Paul Faure, colonel d'artillerie, est composée de membres des trois armées.   